# 1857
Cette page concerne l'année 1857 (MDCCCLVII en chiffres romains) du calendrier grégorien.
L'année 1857 est une année commune qui commence un jeudi.

## Événements
- 30 avril, Trieste : départ de l’expédition du Novara pour un voyage scientifique autour du monde (fin le 26 août 1859)[1].

### Afrique
- 8 avril : Napoléon III autorise par décret la création d’un réseau de chemin de fer en Algérie[2]. Le père Enfantin, conseiller de l’empereur, qui effectuait un séjour en Algérie en 1839, encourage les frères Talabot, de la Société générale, à investir dans la Colonie.
- 14 avril : traité entre le ministre de la Marine et la maison Régis. Le gouvernement français autorise le transport de noirs « libres » dans l’embouchure du Congo à aller travailler en Guadeloupe et en Martinique (1857-1862). L’affaire est condamnée par les Britanniques[3].
- 20 avril : Oumar Tall se tourne contre le Khasso, territoire protégé par la France, et entreprend le siège du fort de Médine, sur le Haut Sénégal. Pendant quatre mois, la ville, défendue par le mulâtre Paul Holle, sept militaires européens, 22 soldats noirs, 36 matelots sénégalais et quelques auxiliaires autochtones, résiste aux assauts de 25 000 Toucouleurs[4].

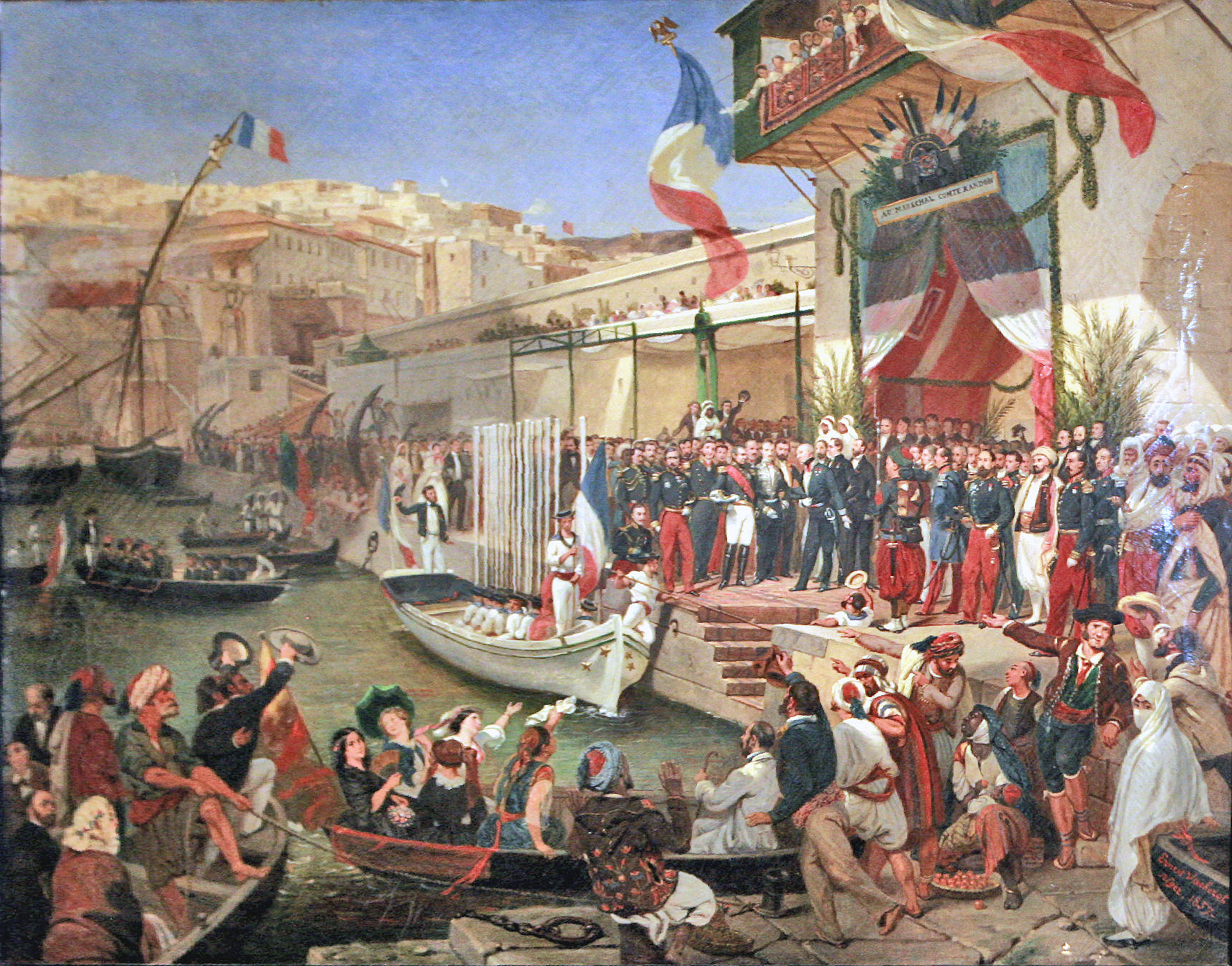
Arrivée du maréchal Randon à Alger en 1857. Ernest Francis Vacherot.

- 17 mai, Algérie : début d’une campagne menée par le maréchal Randon avec 40 000 hommes dans le Djurdjura, en Kabylie[5].

- 25 mai : fondation de la ville de Dakar au Sénégal[6].

- 24 juin, Algérie : prise d’Icheriden après un combat sanglant par les forces du maréchal Randon[5].
- 27 juin, Algérie : prise du col de Chellata par les troupes françaises de la division Maissiat[7].
- 30 juin : victoire française sur les Kabyles à la bataille d'Aït Aziz[7].
- 11 juillet : le dernier réduit de la résistance kabyle au Djurdjura est pris d’assaut par les troupes françaises. La maraboute Lalla Fatma N'Soumer est capturée[8]. Avec la soumission de la Grande Kabylie, la France met fin à la résistance algérienne.

- 17 juillet : les Français sont exilés de Madagascar à la suite de l'échec d'un complot favorisé par Lambert et Jean Laborde pour renverser la reine Ranavalona au profit de son fils Rakoto[9]. Les persécutions religieuses dirigées contre les chrétiens atteignent un paroxysme : mise à mort et exils à l’île Maurice se multiplient. Ranavalona, par son attitude antichrétienne, s’attire l’opposition des gouvernements européens et entre en conflit avec les négociants français de la Grande Île, qu’elle expulse du territoire.
- 18 juillet : le siège de Médine est levé à la suite de l’intervention de Louis Faidherbe qui contraint le chef tidjaniste El Hadj Omar à battre en retraite[10]. La France entreprend l’occupation du Mali.
- 21 juillet : décret de Plombières-les-Bains. Louis Faidherbe crée un bataillon de tirailleurs sénégalais, en majorité des esclaves rachetés à leurs maîtres contre un engagement de 12 à 14 ans[11]. Ils seront 1 200 en 1882, 2 400 en 1891, 6 000 en 1895, 8 500 en 1900, 12 000 en 1911, 17 350 en 1914.

- 10 septembre : un Pacte fondamental est promulgué en Tunisie[12]. Cette loi constitutionnelle (al-qanûn el-asasi), inspirée des chartes ottomanes de 1839 et 1856, définit les droits des Tunisiens, abolit le statut de dhimmi (protégé) des Juifs qui deviennent des citoyens à part entière. Elle autorise le droit de propriété aux résidents européens. Cette charte mécontente la population.

- 4 décembre : un discours de David Livingstone à Cambridge motive la création sous son patronage de la Universities Mission to Central Africa[13] qui se donne pour mission l’établissement de « centres de chrétienté et de civilisation par la promotion de la vraie religion, de l’agriculture et du commerce légitime ».

- Une caravane de marchands arabo-swahilis conduit une expédition directe de Mombasa au pays kikuyu, brisant ainsi le monopole des courtiers kamba au Kenya[14].

### Amérique
- 12 février : la constitution fédérale mexicaine met en place un parlement unicaméral[15].

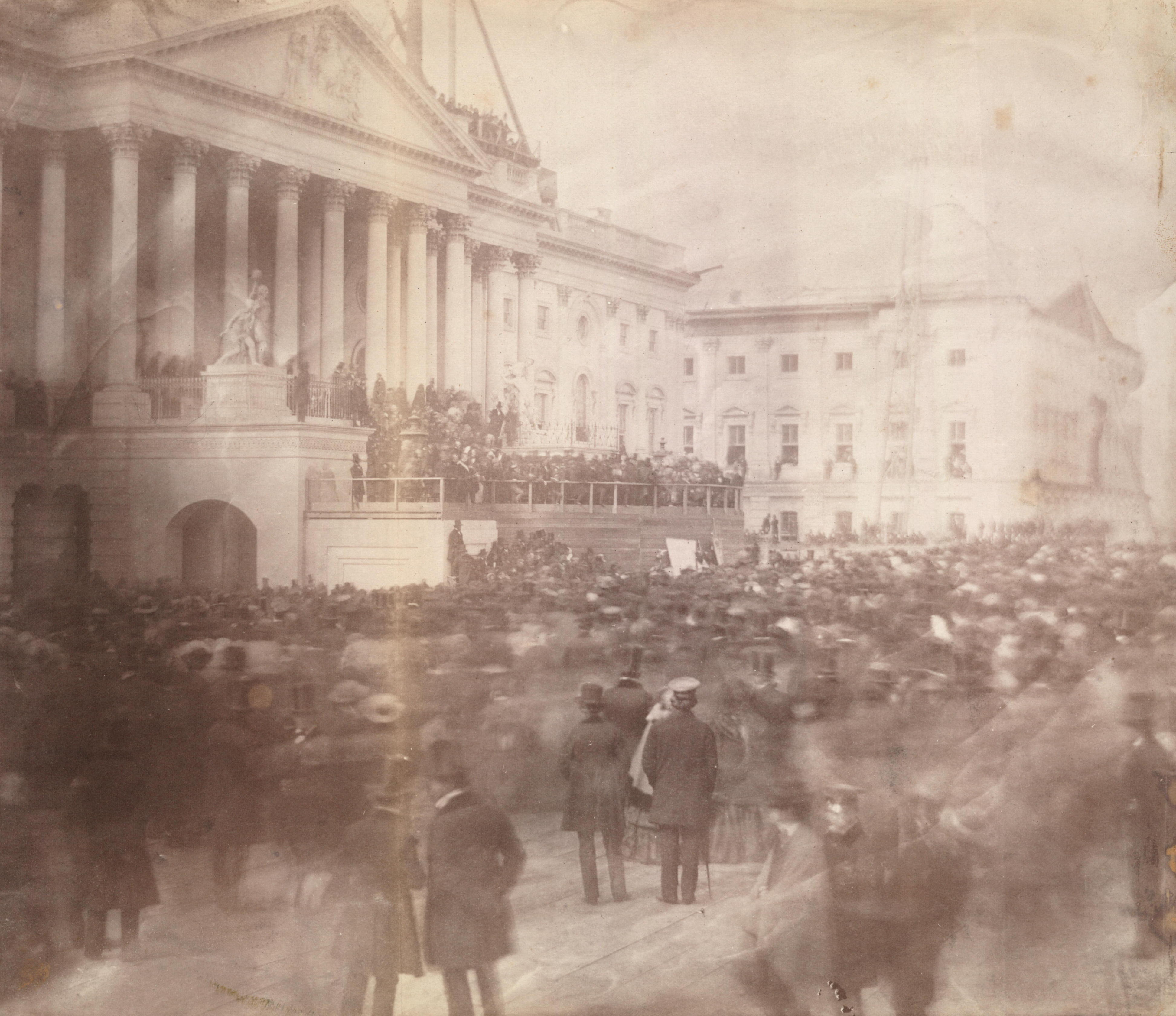
4 mars : inauguration de James Buchanan

- 4 mars : début de la présidence démocrate de James Buchanan aux États-Unis (fin en 1861)[16]. Élu par 14 États esclavagistes et 5 États antiesclavagistes, il refuse d’intervenir sur la question de l’esclavage.
- 6 mars : l’arrêt Dred Scott annule le compromis du Missouri. La Cour suprême déclare que l’esclave Dred Scott ne peut ester en justice pour défendre sa liberté car il n’est pas une personne mais un bien[17].

- 1er avril : Mariano Ospina Rodríguez est élu président de Colombie[18]. Les conservateurs reviennent au pouvoir en Colombie. Mariano Ospina Rodríguez chasse le libéral José María Melo et s’appuie sur l’Église catholique pour imposer le centralisme.

- 1er mai : reddition du mercenaire du Tennessee William Walker, assiégé à Rivas depuis le 11 avril[19]. Le Guatemala, le Honduras et le Salvador forment une coalition avec l’aide de la Grande-Bretagne, pour lutter contre l’expansion de la « phalange américaine » de William Walker, un aventurier américain qui tente de s’emparer du Nicaragua. La position géographique du pays pour la construction d’un canal en fait un objet de convoitise. Les libéraux, discrédités, sont écartés du pouvoir au Nicaragua jusqu’en 1893. William Walker est fusillé au Honduras le 12 septembre 1860.

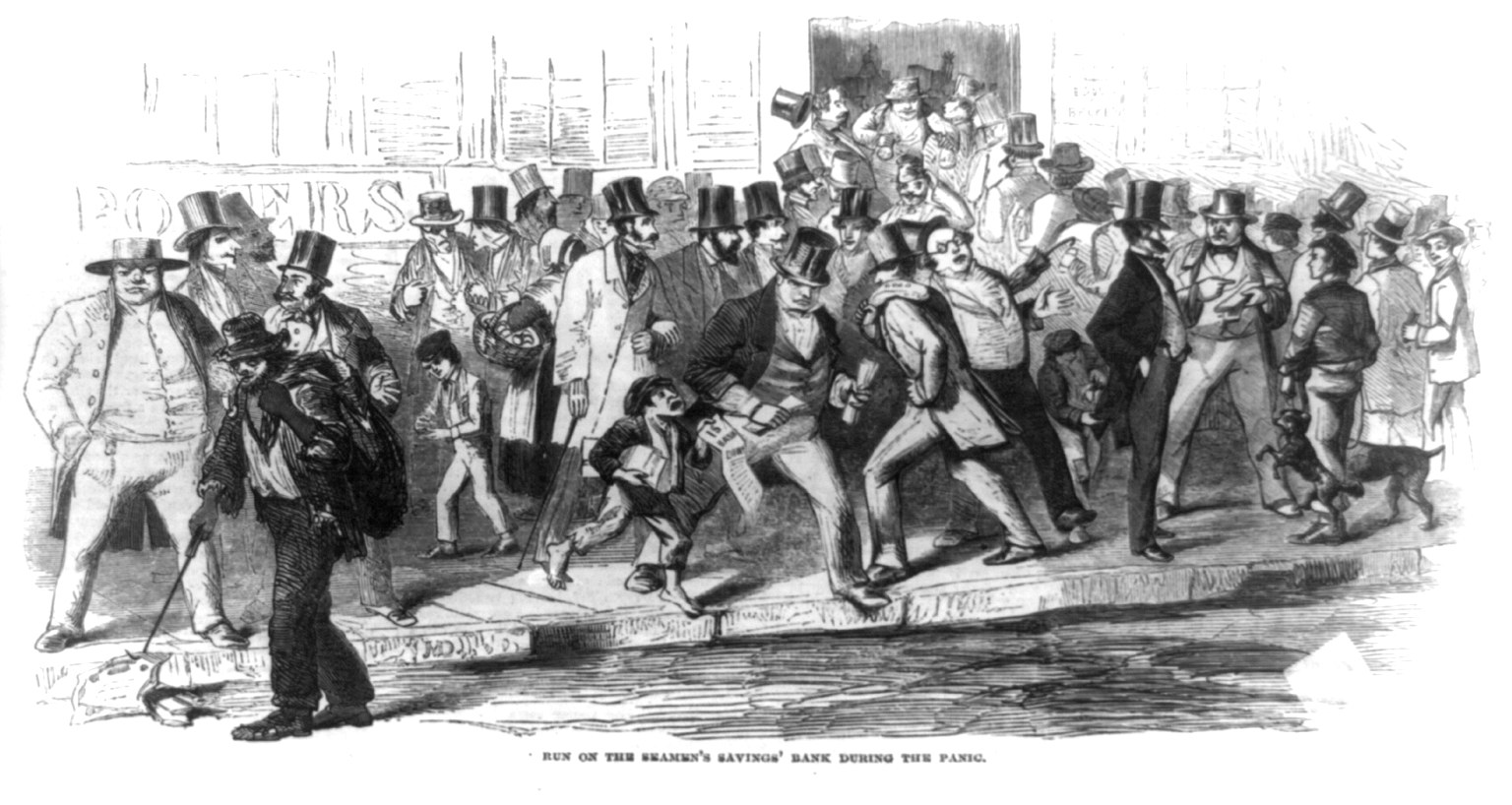
13 octobre : panique à New-York

- 22 août : krach boursier à New-York, qui provoque une panique financière aux États-Unis[20]. Le 13 octobre les banques de New York suspendent leurs paiements en espèce et ne rouvrent pas avant le 12 décembre[21]. Dépression économique. Deux cent mille personnes se retrouvent sans emploi et des milliers d’immigrés récents tentent de repartir vers l’Europe.

- 11 septembre : massacre de Mountain Meadows. Un conflit entre colons mormons et non-mormons entraîne la guerre de l'Utah[22].

- 17 décembre : plan de Tacubaya, pronunciamiento du général conservateur Félix María Zuloaga contre la constitution mexicaine. Début de la guerre de Réforme au Mexique (fin en janvier 1861)[23].

### Asie
- Février : interdiction de la traite des esclaves noirs dans l’Empire ottoman, à l’exception du Hedjaz[24].
- 3 mars : le Parlement du Royaume-Uni adopte une motion de blâme à l’encontre de John Bowring et de l’amiral Seymour à la suite des incidents de 1846 en Chine ; le Premier ministre Lord Palmerston dissout alors la chambre des communes et obtient le soutien des électeurs pour soutenir sa politique belliqueuse. Lord Elgin est envoyé en Chine pour superviser les opérations. Il est à Canton le 2 juillet. Le gouvernement français, invité à participer aux opérations, envoie le baron Gros qui arrive avec une escadre le 14 octobre dans les environs de Macao[25].

- 4 mars : la paix de Paris met fin à la guerre anglo-perse. Elle prévoit la nomination d’un nouveau gouverneur à Herat qui accepte de prononcer le prêche du vendredi (khutba) au nom du chah. Ce dernier s’engage à ne pas menacer la cité afghane et le Chah reconnaît l'indépendance de l’Afghanistan[26].

- 1er juin, Chine : victoire navale britannique sur la flotte chinoise à la bataille de Fatshan Creek[25].
- 2 juin, Chine : Shi Dakai se sépare de Hong Xiuquan et conduit 200 000 rebelles Taiping de Nankin vers le Sichuan (1857-1863)[27].
- Été : révolte des Turcs du Tarim conduits par Wali Khan (en) contre les Chinois[28]. Wali Khan s’empare de Kachgar et le 26 août fait exécuter l’explorateur allemand Adolf Schlagintweit, qu’il soupçonne d’espionnage[29].

- Novembre, Indes orientales néerlandaises : le district de Lampong (Sumatra) est placé sous gouvernement direct néerlandais[30].
- 23 novembre : Tokugawa Iesada devient shogun du Japon (fin en 1858)[31].

- 28-29 décembre, seconde guerre de l'opium : opération navale franco-anglaise sur Canton, qui est occupée[32]. Les Qing, débordés par la révolte des Taiping, sont incapables de résister aux pressions occidentales.

- Le gouverneur de Khorasan entraîne la Perse dans un conflit avec les Turcomans (1857-1861). Murad Mirza fait séquestrer les chefs turcomans qu’il avait convié à un banquet, puis marche sur Merv. Sur ses traces, le gouverneur de Mashhad, Hamza Mirza, reprend l’offensive et, malgré une nouvelle victoire à Merv, essuie de lourdes pertes. Les prisonniers persans sont vendus comme esclave à travers toute l’Asie centrale[33].
- Tenpai Wangchuk (né en 1855) est reconnu comme le huitième panchen-lama (fin en 1882)[34].

#### Inde

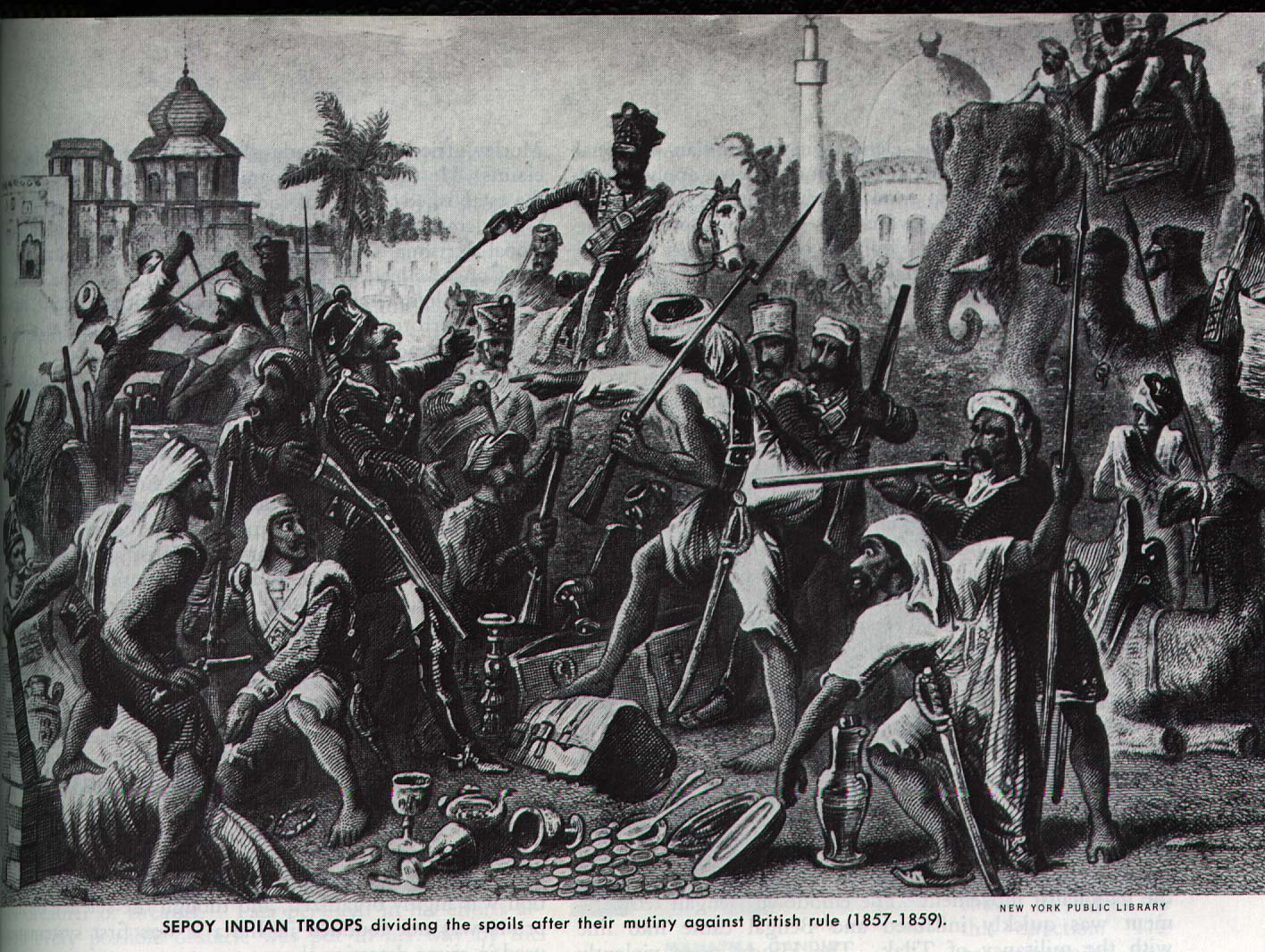
Révolte des cipayes (The Indian Mutiny) en Inde contre le pouvoir britannique (1857-1858). Illustration contemporaine, d'après une perspective britannique.

- 22 janvier : début de la révolte des cipayes à Dum Dum ; les premiers signes de révolte (26 février) sont durement réprimés à Barrackpore et Berhampore, au Bengale. Les Cipayes sont des soldats indiens au service des Britanniques, au nombre de 190 000. Leur révolte a été déclenchée par la distribution de cartouches enduites de graisse d’animaux tabous, qu’ils devaient mordre pour décapsuler[35].
- 24 janvier : fondation de l’Université de Calcutta, suivie par celles de Bombay (18 juillet) et de Madras (5 septembre)[36].
- 23 février : soulèvement des Assamais contre les Britanniques conduit par Maniram Dewan (en) et Pioli Barua[37].
- 9 mai : à Meerut, à 50 km de Delhi, quatre-vingt-cinq cipayes sont condamnés pour avoir refusé d’utiliser les cartouches Enfield ; le 11, les soldats libèrent leurs camarades enfermés et massacrent les officiers européens. Le 12, les révoltés marchent sur Delhi, massacrant les Européens et proclament Bahadur Shah II empereur le 13. En juin, des insurrections éclatent au Rajputana, en Inde Centrale, dans la principauté de Bénarès, au Bihâr[35],[38].
- 30 mai : Lucknow est prise par les insurgés, qui assiègent la résidence britannique ; elle est secourue à deux reprises, le 25 septembre et les 14-17 novembre, puis évacuée le 27 novembre[38].

- 8 juin : les Britanniques assiègent Delhi aux mains des Cipayes révoltés[35].

- 15 juillet : victoire britannique à la bataille d'Aong sur les Cipayes révoltés dirigés par Nana Sahib[38].
- 27 juillet : le chef rajput Kunwar Singh entre dans Arrah et assiège la garnison britannique, qui est secourue le 3 août par le major Vincent Eyre ; Kunwar Singh est battu le 12 août dans son fief de Jagdispur[39].

- 20 septembre : les Britanniques, s’appuyant sur le sud du pays et les contingents Sikhs et Gurkhas, parviennent à reprendre Delhi après un siège de trois mois[38].

### Europe
- 3 janvier : première réunion d’un comité secret pour l’étude d’un projet de libération des serfs en Russie[40]. Des comités provinciaux de la noblesse sont chargés d’élaborer des propositions sur le thème en décembre.
- 22 janvier, Russie : le prince Alexandre Bariatinsky dirige une expédition en Tchétchénie, dans le Caucase contre Chamil (1857-1859)[41].
- 26 janvier : création de la Société des chemins de fer russes[40].
- Février - mars, Principautés danubiennes : formation à Iași et à Bucarest des « Comités électoraux de l’Union » pour préparer les élections des divans ad hoc[42].

- 26 mai : Frédéric-Guillaume IV de Prusse renonce à sa suzeraineté sur le canton de Neuchâtel après l’échec du coup d’État de 1856[43].

- 1er juillet : Kolokol (la Cloche), périodique publié à Londres par Herzen et Ogarev, porte-parole de l’opposition russe[44].

- 19 juillet : élections en Moldavie. La France, rejointe par la Russie, la Prusse et la Sardaigne, proteste auprès de Constantinople en raison de graves irrégularités contre les partisans de l’Union des principautés et les élections sont annulées[45].
- 20 juillet : le cabinet van der Brugghen fait difficilement adopter une loi sur la liberté de l’enseignement aux Pays-Bas[46].

- 6-11 août[47] : une nouvelle crise internationale concernant les Principautés danubiennes est écartée à l’entrevue d’Osborne entre la reine Victoria et Napoléon III. La Porte s’incline et de nouvelles élections ont lieu[48].

- 31 août : le roi Victor-Emmanuel II de Sardaigne inaugure le début des travaux du tunnel du Fréjus (mont-Cenis)[49].

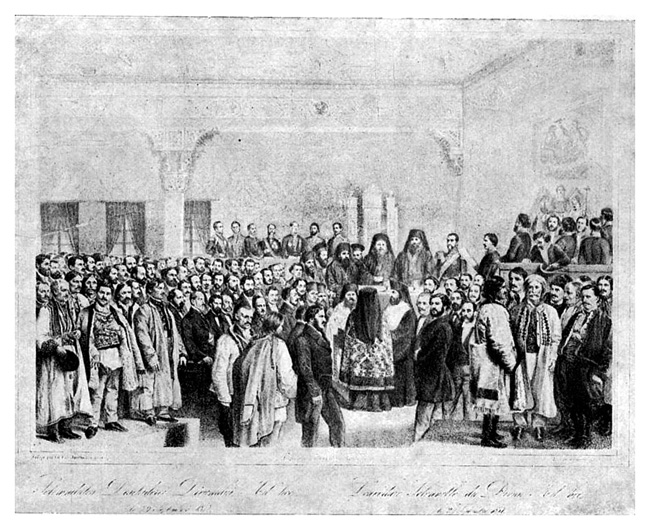
Ouverture du divan ad hoc de Bucarest.

- 10 septembre (Moldavie) et 26 septembre (Valachie) : victoire des unionistes dans les provinces roumaines[45]. Moldaves et Valaques se prononcent à une écrasante majorité pour l’union. Ce résultat satisfait Napoléon III, favorable aux nationalités, mais contrarie la Porte, qui souhaitait exercer un protectorat après la mise à l’écart de la Russie, et inquiète l’Autriche, qui se défie toujours des aspirations nationales, susceptibles de la déstabiliser.

- Octobre : la crise financière américaine atteint le Royaume-Uni[20]. La faillite du système bancaire, qui débute aux États-Unis, s’étend à la Grande-Bretagne, puis à l’Europe. Récession économique : à l’accroissement de la production d’or dans le monde fait suite une diminution des profits dans l’exploitation des mines, puis dans celle des chemins de fer.
- 9 septembre : loi d’instruction publique en Espagne. Enseignement primaire obligatoire[50].

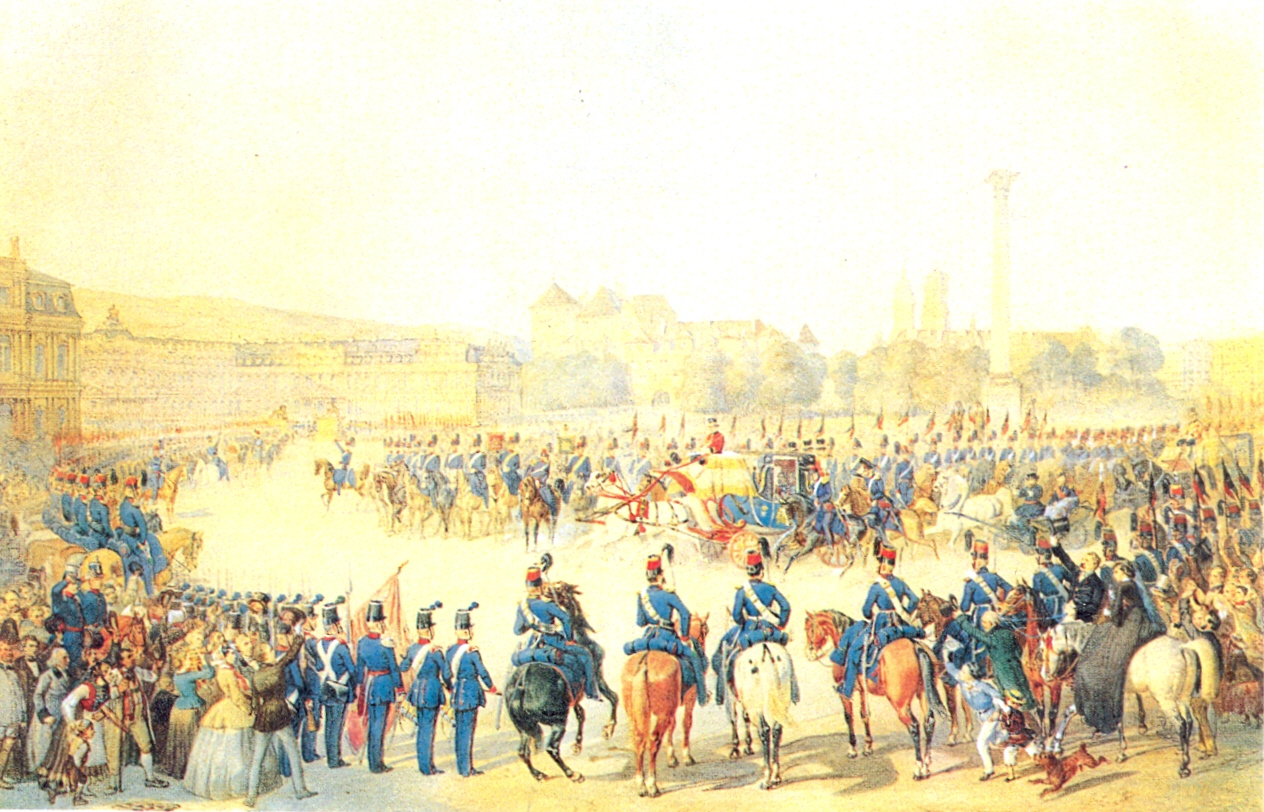
25 - 27 septembre : entrevue de Stuttgart.

- 25 - 27 septembre : rencontre entre Alexandre II de Russie et Napoléon III à Stuttgart. Rapprochement franco-russe contre l’Autriche (1857-1862)[40].

- 23 octobre, Portugal : à l’occasion de l’épidémie de fièvre jaune, le gouvernement fait venir de France les sœurs de la charité, ce qui provoque une vive réaction anticléricale. Elles sont expulsées en 1862[51].
- 29 octobre : le général von Moltke dirige l’état-major prussien[52] après la mort de Karl von Reyher le 7 octobre.

- 18 novembre : à 14 h 45, l’explosion de la poudrière (Pulverturm), à Mayence, fait 153 morts et au moins 500 blessés[53]. Elle détruit 57 maisons situées à proximité, et endommage gravement l’église Saint-Étienne.
- 5 décembre : Fondation de la société d'étudiants Stella Valdensis à Lausanne (Suisse) dont seront membres d'illustres ingénieurs et scientifique.

- 20 décembre : décret ordonnant la démolition des fortifications de Vienne, qui sont remplacées par un grand boulevard, la Ringstraße[54].

## Naissances en 1857
- 4 janvier : Émile Cohl, considéré comme l'un des inventeurs du dessin animé († 20 janvier 1938).
- 6 janvier : Kate Edger, universitaire néo-zélandaise († 6 mai 1935).
- 8 janvier : Édouard Cabane, peintre français († vers 1942).
- 17 janvier : Wilhelm Kienzl, compositeur autrichien († 3 octobre 1941).
- 21 janvier : Auguste Prévot-Valéri, peintre français († 5 août 1930).
- 23 janvier : Andrija Mohorovičić, sismologue croate († 18 décembre 1936).
- 25 janvier : Gabriel Desrivières, peintre français († 1er octobre 1931).
- 26 janvier : Antonio Herrera Toro, peintre vénézuélien († 26 juin 1914).
- 27 janvier : Raffaele Tafuri, peintre italien († 1929).
- 28 janvier : Adrienne van Hogendorp-s' Jacob, peintre néerlandaise († 19 septembre 1920).
- 30 janvier : Gustav Helsted, organiste et compositeur danois († 1er mars 1924).
- 31 janvier : Henri-Camille Danger, peintre français († 1937).

- 2 février :
  - Simon Hollósy, peintre hongrois († 8 mai 1918).
  - Henri Rondel,  peintre français († 28 mai 1919).
- 5 février : Paul Schaan, peintre français († 27 mai 1924).
- 7 février : Eugène Chaperon, peintre et illustrateur français († 27 décembre 1938).
- 8 février : Victor Pierre Ménard, peintre français († 17 juillet 1938).
- 10 février : William Pember Reeves, homme politique, diplomate, historien et poète néo-zélandais († 15 mai 1932).
- 11 février :
  - Hans Bohrdt, peintre allemand († 19 décembre 1945).
  - Maurice Bompard, peintre français († 30 avril 1935).
- 15 février : Koyama Shōtarō, peintre japonais († 7 janvier 1916).
- 18 février : Max Klinger, peintre, sculpteur et graphiste symboliste allemand († 5 juillet 1920).
- 20 février : Leonida Bissolati, homme politique italien († 6 mars 1920).
- 21 février : Jules de Trooz, homme politique belge († 31 décembre 1907).
- 22 février : Robert Baden-Powell, fondateur du scoutisme († 8 janvier 1941).
- 26 février : Émile Coué, inventeur de la méthode qui portera son nom († 2 juillet 1926).
- 28 février : Gustave Kerker, compositeur et chef d'orchestre allemand († 29 juin 1923).

- 3 mars : Alfred Bruneau, compositeur et chef d'orchestre français († 15 juin 1934).
- 16 mars : Jenny Zillhardt, peintre française († février 1939).
- 18 mars : Fritz Reiss, peintre, lithographe et illustrateur allemand († 27 février 1915).
- 21 mars : Alice Henry, militante pour les droits des femmes, syndicaliste († 14 février 1943).
- 22 mars : Paul Doumer, futur président de la République française († 7 mai 1932).
- 23 mars : Alphonse Osbert, peintre symboliste français († 11 août 1939).
- 23 mars : Léopold Duzas, artiste lyrique ténor français.(† 24 août 1918).
- 29 mars : Mathurin Janssaud, peintre français († 27 janvier 1940).
- 31 mars : Édouard Rod, écrivain suisse († 29 janvier 1910).

- 6 avril : Alfred de Richemont, peintre et illustrateur français († 25 janvier 1911).
- 12 avril : Auguste Morisot, peintre, vitrailliste et décorateur français († 1951).
- 20 avril : Louis Moe, peintre, dessinateur, illustrateur, graveur et lithographe dano-norvégien († 23 octobre 1945).
- 25 avril : Charles Terront, coureur cycliste français († 31 octobre 1932).

- 1er mai : Théo Van Gogh, négociant d'art néerlandais († 25 janvier 1891).
- 2 mai : Georges William Thornley, peintre et lithographe impressionniste puis postimpressionniste français († 31 août 1935).
- 6 mai :
  - Emilio Borsa,  peintre de genre et de paysages italien († 11 octobre 1931).
  - Frank Bramley, peintre anglais († 9 août 1915).
- 12 mai : Emilio Boggio, peintre et aquarelliste impressionniste vénézuélien († 7 juin 1920).
- 19 mai : Léonie de Bazelaire, femme de lettres et peintre française († 23 juillet 1926).
- 24 mai : René Hérisson, poète et peintre animalier français († 4 janvier 1940).
- 31 mai : Ambrogio Damiano Achille Ratti, futur pape Pie XI († 6 février 1922).

- 2 juin : Edward Elgar, compositeur britannique († 23 février 1934).
- 4 juin : Barbara Baynton, femme de lettres australienne († 28 mai 1929).
- 5 juin : Charles Moreau-Vauthier,  peintre, historien de l'art et écrivain français († 3 octobre 1924)
- 6 juin : Alexandre Liapounov, mathématicien russe († 3 novembre 1918).
- 16 juin : Yamashita Rin, peintre d'icônes pour l'église orthodoxe du Japon († 26 janvier 1919).

- 5 juillet : Clara Zetkin, enseignante, journaliste, femme politique marxiste allemande, figure historique du féminisme († 20 juin 1933).
- 8 juillet : Rudolf Dellinger, compositeur et chef d'orchestre allemand († 24 septembre 1910).
- 18 juillet : Ferdinand de Béhagle, marchand et explorateur français († septembre 1899).
- 23 juillet :
  - Alexandre Clarys, peintre animalier belge († 11 février 1920).
  - Julien Déjardin, peintre paysagiste français († 2 octobre 1906).
- 30 juillet : Adolphe Willette, peintre, illustrateur, affichiste, lithographe et caricaturiste français († 4 février 1926).

- 1er août : Emilia Chanks, peintre anglo-russe († 13 janvier 1936).
- 6 août:
  - Christian Wilhelm Allers, illustrateur, dessinateur et peintre allemand († 19 octobre 1915).
  - Carl Bantzer, peintre allemand († 19 décembre 1941).
- 8 août : Cécile Chaminade, compositrice et pianiste française († 13 avril 1944).
- 15 août : Armand Hubert, homme politique belge († 1er octobre 1940).
- 20 août :
  - James Carroll, homme politique néo-zélandais († 18 octobre 1926).
  - Song Pyŏngjun, homme politique coréen († 1er février 1925).
- 27 août : Raymond Allègre, peintre français († 1933).

- 1er septembre : Marinus van der Maarel, peintre néerlandais († 17 mars 1921).
- 4 septembre : Frank Currier, acteur, réalisateur et producteur américain († 22 avril 1928).
- 5 septembre : Constantin Tsiolkovski, scientifique russe, père de l'astronautique moderne († 19 septembre 1935).
- 9 septembre : Pompeo Mariani, peintre italien († 25 janvier 1927).
- 12 septembre : George Hendrik Breitner, peintre néerlandais († 5 juin 1923).
- 15 septembre : William Howard Taft, futur président des États-Unis († 8 mars 1930).
- 21 septembre : Étienne Terrus, peintre français († 22 juin 1922).
- 22 septembre : Émile Pichot, peintre français († 12 janvier 1936).
- 25 septembre : José Tragó, compositeur et pédagogue espagnol († 3 janvier 1934).
- 29 septembre :
  - Giuseppe Mentessi, peintre italien († 14 juin 1931).
  - Eugène Lawrence Vail, peintre franco-américain († 25 décembre 1934).

- 6 octobre : Sergueï Svetoslavski, peintre paysagiste russe puis soviétique († 19 septembre 1931).
- 8 octobre : Octave Gallice, cavalier français d'attelage († 18 juin 1906).
- 9 octobre : Charles Bernier, avocat et peintre aquarelliste français († 9 février 1936).
- 11 octobre : Henri Cain, dramaturge, librettiste, romancier, peintre et graveur français († 21 novembre 1937).
- 17 octobre : Stefan Bakałowicz, peintre polonais († 2 mai 1947).
- 25 octobre : Jean-Émile Buland, peintre, graveur, lithographe et illustrateur français († 10 février 1938).
- 28 octobre : Ary Renan, peintre symboliste français († 4 août 1900).

- 1er novembre : Darío de Regoyos, peintre espagnol († 29 octobre 1913).
- 3 novembre : Ferdinand Puyau, écrivain et avocat français († 6 janvier 1947)
- 6 novembre : Tony Tollet, peintre français († 25 janvier 1953).
- 17 novembre :
  - Joseph Babinski, neurologue franco-polonais († 29 octobre 1932).
  - Eva Bonnier, peintre paysagiste, portraitiste et philanthrope suédoise († 15 janvier 1909).
- 18 novembre : Stanhope Forbes, peintre de genre britannique († 2 mars 1947).
- 25 novembre : Narcisse Faucon, journaliste français († ?).
- 26 novembre : Nikolaus Szécsen von Temerin, diplomate autrichien d'origine hongroise, actif pendant la période austro-hongroise († 18 mai 1926).
- 30 novembre : Eugène Dauphin, peintre français († 27 janvier 1930).

- 4 décembre : José Francisco da Rocha Pombo, journaliste, avocat, homme politique, professeur, historien et écrivain brésilien († 26 juin 1933).
- 7 décembre :
  - Joseph Conrad, écrivain polonais († 3 août 1924).
  - Uroš Predić, peintre réaliste serbe puis yougoslave († 11 février 1953).
- 8 décembre : Émile Belot, ingénieur († 20 janvier 1944).
- 10 décembre : Édouard Lévêque, industriel, peintre et photographe français († 26 décembre 1936).
- 12 décembre : Louis Édouard Fournier, peintre et illustrateur français († 10 avril 1917).
- 15 décembre : Cristóbal Rojas, peintre vénézuélien († 8 novembre 1890).
- 16 décembre : Maurits van der Valk, peintre et critique d'art néerlandais († 6 mai 1935).
- 18 décembre : Édouard Loëvy, peintre et illustrateur franco-polonais († 20 décembre 1910).
- 23 décembre : Georges Picard, peintre, décorateur et illustrateur français († 1943).
- 26 décembre : Berthe Art, peintre belge († 27 février 1934).
- 29 décembre : Louis Abel-Truchet, peintre et affichiste français († 9 septembre 1918).
- 30 décembre : Sylvio Lazzari, compositeur français d'origine autrichienne († 10 juin 1944).

- Date précise inconnue :
  - Alphonse Benquet, peintre et sculpteur français († 1933).
  - Cécile Bougourd, peintre française († 1941).
  - Barbara Steel, suffragette écossaise († 22 décembre 1943).
  - Joseph Chiffonny, peintre français († 1923).
  - Jules-Edmond Cuisinier,  peintre et graveur français († 1917).
  - Abd-ol-Hossein Farmanfarma, homme politique iranien († novembre 1939).
  - Achille Granchi-Taylor, peintre et illustrateur français († 17 août 1921).
  - Luigi Morgari, peintre italien († 1935).
  - Nitaboh, personnage historique japonais († 1928).
  - Achille Peretti, peintre, sculpteur et anarchiste italien († 1923).
  - Henri Vignet, décorateur, antiquaire, musicien, naturaliste et peintre français († 25 décembre 1920).

## Décès en 1857
- 5 janvier : Gregorio Aráoz de Lamadrid, militaire et homme politique espagnol puis argentin (° 21 novembre 1795).
- 14 janvier : Johann Ludwig Christian Carl Gravenhorst, zoologiste allemand (° 14 novembre 1777).
- 19 janvier : Franz Limmer, compositeur autrichien (° 2 octobre 1808).
- 21 janvier : Franz Krüger, peintre prussien (° 10 septembre 1797).

- 6 février : Christian Wilhelm von Faber du Faur, juriste, militaire et peintre allemand (° 18 août 1780).
- 7 février : Félix de Mérode, homme politique belge (° 13 février 1791).
- 18 février : Jean-Louis Pierrot, général, aristocrate et noble haïtien avant d'être président à vie d'Haïti (° 19 décembre 1761).

- 7 mars : Martin Johann Jenisch (fils), marchand et homme politique allemand (° 12 avril 1793).
- 16 mars : Marius Engalière, peintre français (° 8 août 1824).
- 20 mars : Pierre-Armand Dufrénoy, géologue et minéralogiste français (° 5 septembre 1792).

- 5 avril : François Souchon, peintre français (° 1787).
- 7 avril : Antoine Clapisson, compositeur et corniste français (° 13 novembre 1779).
- 9 avril : Antonio María Esquivel, peintre romantique et portraitiste espagnol (° 8 mars 1806).

- 2 mai : Alfred de Musset, poète et dramaturge français (° 11 décembre 1810).
- 16 mai : Vassili Tropinine, peintre russe (° 30 mars 1776).
- 23 mai : Augustin Louis Cauchy, mathématicien français (° 21 août 1789).

- 21 juin : Louis Jacques Thénard, chimiste français (° 4 mai 1777).
- 30 juin : Alcide Dessalines d'Orbigny, naturaliste, explorateur et paléontologue français (° 6 septembre 1802).

- 16 juillet : Pierre Jean de Béranger, poète et chansonnier (° 19 août 1780).
- 25 juillet : Carl Czerny, compositeur et pianiste autrichien (° 21 février 1791).

- 3 août : Eugène Sue, romancier français, à Annecy-le-Vieux (° 26 janvier 1804).
- 12 août : William Conybeare, géologue et paléontologue britannique (° 7 juin 1787).
- 23 août : Carl Ludwig Koch, naturaliste allemand (° 21 septembre 1778).
- 24 août : August Wilhelm Julius Ahlborn, peintre allemand (° 11 octobre 1796).
- 30 août : Woutherus Mol, peintre néerlandais (° 21 mars 1785).

- 5 septembre :  Auguste Comte, philosophe français et fondateur de l'école positiviste, à Paris (° 19 janvier 1798).
- 11 septembre : Ambroise Louis Garneray, corsaire, peintre de la Marine, dessinateur, graveur et écrivain français (° 19 février 1783).
- 22 septembre : Józef Dwernicki, général polonais (° 19 mars 1779).

- 18 octobre : Karol Kurpiński, compositeur et chef d'orchestre polonais (° 6 mars 1785).

- 5 novembre : Augustin Aubert, peintre français (° 23 janvier 1781).
- 11 novembre : Jacques Abbatucci, homme d'État français, ministre de la Justice (° 21 décembre 1791).

- 1er décembre : Benoit Mozin, musicien et compositeur français (° 21 mars 1769).
- 11 décembre : Castil-Blaze, critique musical et compositeur (° 1er décembre 1784).
- 21 décembre : Herman Henry op der Heyden, peintre néerlandais (° 3 avril 1813).
- 23 décembre : Achille Devéria, peintre français (° 6 février 1800).
- 24 décembre : Félix Cazot, compositeur et pédagogue français (° 6 avril 1790).

- Date précise inconnue :
  - Augustínos Kapodístrias, homme d'État grec (° 1778).
  - Manuel Moreno, homme politique, diplomate et scientifique espagnol puis argentin (° 1782).
  - José Joaquín Vicuña, militaire et homme politique chilien (° 1786).